# Caviare Days
Caviare Days är en psykedelisk rockgrupp från Sverige, skapad av systrarna Lina Westin och Maja Westin. Inledningsvis på hösten 2010 spelade de förband till The Soundtrack of Our Lives.
Debutalbumet, som fick bra kritik, släpptes i Sverige den 2 maj 2012 och är producerat i Stockholm av Mats Björke i Mando Diao, samt i New York av Jorge Elbrecht i Violens, som även mixat skivan. Mastringen gjordes av Frank Arkwright på legendariska Abbey Road Studios i London.
Bandet består förutom Lina och Maja Westin på sång av Timmy Grim Fredriksson på trummor, Marcus Arborelius på keyboard och  Boris Grubesic på gitarr.
Under 2013 släpptes en remix av bandets singel "When The Light Is Breaking" gjord av Ebbot Lundberg i Nordamerika och i Europa. Kort därefter släpptes debutalbumet i resten av Europa.